# Valdilecha
Valdilecha es un municipio y localidad española de la Comunidad de Madrid. El término, situado en la Alcarria de Alcalá, tiene una población de 3213 habitantes (INE 2024).

## Geografía
El municipio se ubica en la Alcarria de Alcalá, al sureste de la Comunidad de Madrid, distando poco más de 40 km de la capital. Su paisaje está formado por llanuras, cultivos y leves desniveles de terreno. El término municipal ocupa una superficie de 42,48 km². La localidad se encuentra a una altitud de unos 718 m sobre el nivel del mar.
El término limita con los de Campo Real, Pozuelo del Rey, Villar del Olmo, Carabaña, Tielmes, Orusco de Tajuña y Perales de Tajuña. El municipio se sitúa en confluencia con dos comarcas: por una parte la Campiña, un gran llano elevado, productor de cereales que se alza sobre los valles del Jarama, Tajuña y Henares.
Por otra parte la Vega del Tajuña, río en el que desemboca el arroyo conocido por los Valdilecheros como “Cacera Madre”. Este arroyo de poco caudal, aunque suficiente para el riego de una vega, desemboca en el río Tajuña, más abajo del pueblo de Tielmes.
Uno de los elementos más destacables de su paisaje es el parque forestal de Valdilecha, pinar de repoblación forestal realizada en el año 1953, equipado con áreas de descanso y pícnic. En la zona baja del pinar también destaca el manantial "El rejal" y el "Barranco de la Cueva" en la zona más elevada, con rutas de senderismo por los pliegues rocosos del parque forestal.
El acceso al municipio se produce por la autopista de Valencia (A3), de la que sale un desvío en el "km 35" (salidas 33 y 35) dirección Campo Real. En transporte público sólo tiene una línea de autobús que comunica con Madrid, teniendo la cabecera en la estación de Conde de Casal: La Línea 313: Madrid (Conde de Casal)-Valdilecha.

## Historia
Su existencia como núcleo urbano aparece y se constata por cerámica campaniforme del siglo XII, encontrada en el municipio y expuesta en el Museo de San Isidro en Madrid. El nombre del pueblo aparece en un documento del 25 de marzo de 1190, firmado en Palencia por el rey Alfonso VIII, en este se acuerda que la población formaría parte del Sexmo de Tajuña, perteneciente a la Comunidad de Ciudad y Tierra de Segovia, más tarde en 1214 pasaría a la silla del Arzobispado de Toledo.
Aún quedan vestigios del siglo XIII en la primitiva iglesia mudéjar de San Martín Obispo y, más concretamente, en las pinturas originales de su ábside.
En la Edad Moderna el pueblo adquiere el título de villa (1556), otorgado por el rey Felipe II. El pueblo estuvo sometido hasta el siglo XIX a mayorazgos y señorío de familias de la nobleza. Felipe II manda hacer a mediados del siglo XVI el informe de las relaciones topográficas de los pueblos de España. En este informe se aportan datos sobre el número de habitantes, 800 en total. Las formas esenciales de economía que se exponen serán la agricultura, básicamente cerealista, y la ganadería (lanar y cabrío), constituyendo ambas los principales recursos económicos del pueblo.
A finales del siglo XVIII las encuestas mandadas realizar por el cardenal Lorenzana ofrecen información sobre un cierto declive demográfico y sobre la extensión progresiva de la agricultura al sector del vino y del aceite. Con el siglo XIX se acaba el régimen de señorío al que estaba sometido Valdilecha, se construye una alcoholera y el pueblo cuenta con varios molinos y lagares de aceite. Como personaje de esta época destaca el capellán d. Manuel Saturnino Almazán, conocido popularmente como El Capellán. Éste fue un seminarista que llegó a ser alcalde del pueblo, convirtiéndose en bandolero bienhechor de los más pobres y jefe principal de una banda que operaba en los alrededores y por toda la comarca del Tajuña.
A mediados del siglo XIX, el lugar contaba con una población censada de 1115 habitantes. La localidad aparece descrita en el decimoquinto volumen del Diccionario geográfico-estadístico-histórico de España y sus posesiones de Ultramar de Pascual Madoz de la siguiente manera:

VALDILECHA: v. con ayunt., de la prov. y aud. terr. de Madrid (7 leg.), part. jud. de Alcalá de Henares (6), c. g. de Castilla la Nueva, dióc. de Toledo (17). sit. en terreno bastante escabroso; la combaten con mas frecuencia los vientos N. y O.; y su clima es frio, padeciéndose por lo comun tercianas y resfriados. Tiene 220 casas de mediana construccion, distribuidas en diferentes calles y una plaza; casa de ayunt., cárcel, escuela de primeras letras comun á ambos sexos, dotada con 1,460 rs.; una fuente de buenas aguas y una igl. parr. (San Martin) con curato de primer ascenso y de provision ordinaria: en los afueras se encuentran 3 ermitas: San Sebastian, el Cristo de la Luz y Ntra. Sra. de la Oliva; un cementerio en punto saludable; los vec. utilizan para sí y para sus ganados las aguas de 3 fuentes que hay en las afueras y una en el pueblo. Confina el térm. N. Pozuelo del Rey; E. Tielmes; S. el Villar y Carabana, y O. Campo Real: se estiende 1/2 leg. poco mas ó menos en todas direcciones, y comprende un monte poco poblado, algún viñedo y diferentes olivares. El terreno es de mediana calidad: los caminos vecinales y en mal estado: el correo se recibe por el alguacil en Perales de Tajuña. prod.: trigo, cebada, vino, aceite, cáñamo, patatas y legumbres: mantiene ganado lanar, y el vacuno necesario para la labor, y cria caza de liebres, conejos y perdices. pobl.: 187 vec., 1,115 alm. cap. prod. 4.848,530 rs. imp.: 207,534. contr. 9'65 por 100.
(Madoz, 1849, p. 298)

El siglo XX supuso, como en todos los pueblos rurales españoles, unos gigantescos cambios en Valdilecha, debido principalmente a la mecanización agrícola, a la emigración a la urbe de una gran parte de la población y a un mercado laboral que se basa cada vez más en el sector servicios.

## Demografía
Cuenta con una población de 3213 habitantes (INE 2024).
| Gráfica de evolución demográfica de Valdilecha entre 1842 y 2021                                                      |
| |
| Población de derecho según los censos de población del INE. Población de hecho según los censos de población del INE. |

## Patrimonio
En la localidad se encuentra la iglesia de San Martín, declarada bien de interés cultural.